# 魔王条约
《魔王条约》是中国漫画家KENG画的中国漫画，在《漫画SHOW》连载，漫画讲述爱好着动画、漫画与游戏的男主角凌，在一次夜晚，一少女从窗户进来，并说“终于找到你了，你就是我的主人吗？”于2011年10月号推出。